# ويليس توماس
ويليس توماس (1937 - ) (بالإنجليزية: Willis Thomas)‏ هو لاعب كرة سلة أمريكي في مركز هجوم خلفي. لعب مع يوتاه ستارز.

## وصلات خارجية
- ويليس توماس على موقع سبورتس رفرنس (الإنجليزية)